# 双桂堂
双桂堂（そうけいどう）は、中華人民共和国重慶市梁平区金帯鎮にある臨済宗の寺院。「福国寺」「金帯寺」「双桂禅院」とも呼ばれる。

## 沿革
清の順治10年（1653年）に夔州府に破山海明が建立した双桂堂が起源。双桂堂の名称の由来は寺院にモクセイの木が二本あるからです。1653年から1926年まで、双桂堂は七世代の祖師の建設を経て、七殿、八堂、八院の規模を形成した。
1958年、四川省人民政府は仏寺を重点保護寺院に認定した。1968年4月、元二機部313工場は北京市から移転し、双桂堂を借りて、僧侶を全部追い出した。文化大革命の時、軍隊が駐し、寺の建築が破壊されたことがある。壊滅を免れるために、妙談和上は囲いの席を買ってきて、白い石灰を塗って、朱塗りで「毛沢東語録」をいっぱい書いて、お寺に紅衛兵の破壊を免れさせた。1982年、妙談和上は中央人民政府に状況を反映して、胡耀邦は軍隊に双桂堂から撤退するよう命令した。1980年は寺院を重修した。1983年、中華人民共和国国務院は仏寺を漢族地区仏教全国重点寺院に認定した。1991年4月16日、四川省人民政府は仏寺を第三批省級重点文物保護単位に認定した。2000年9月7日、重慶市人民政府は仏寺を第一批重点文物保護単位に認定した。2013年3月5日、中華人民共和国国務院は仏寺を第七批全国重点文物保護単位に認定した。

## 伽藍
山門、弥勒殿、大雄宝殿、戒堂、破山塔、大悲殿和蔵経楼。

## 寺宝
- 清の雍正年間の『大蔵経』